# Modellazione 3D

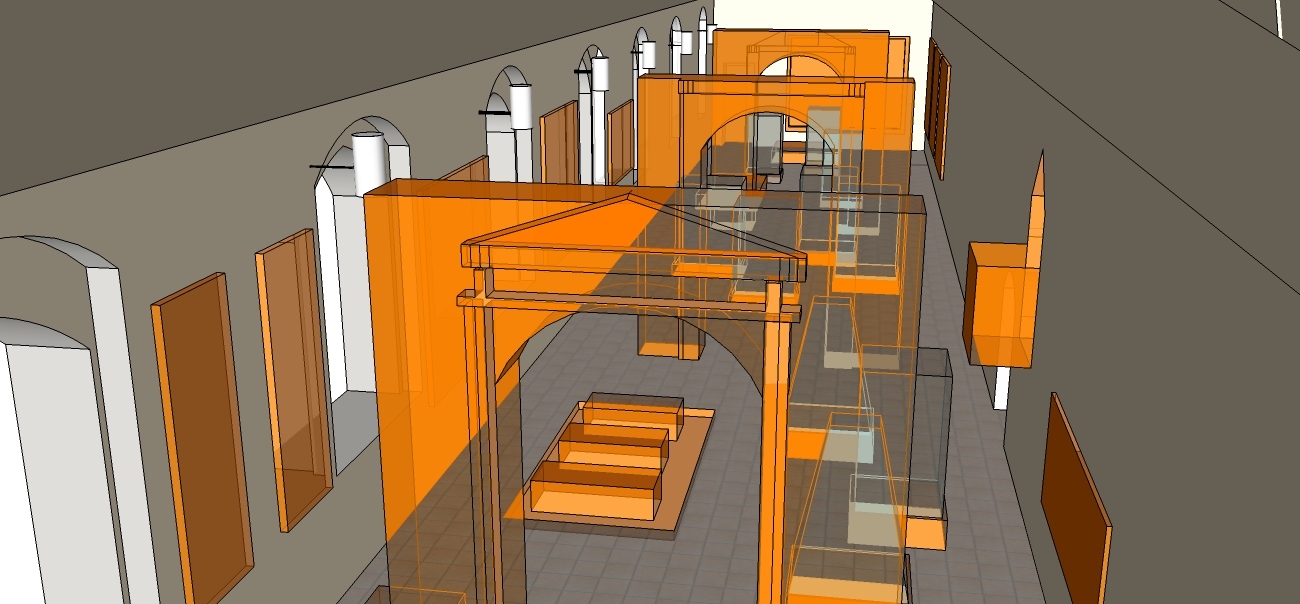
Modellazione 3D della sala 14 dei Musei del Castello Sforzesco di Milano, realizzata per evidenziare le parti interessate dal riordino degli stessi eseguito dai BBPR negli anni cinquanta e sessanta

La modellazione 3D (per esteso modellazione tridimensionale), nella computer grafica 3D, è il processo atto a definire una forma tridimensionale in uno spazio virtuale generata su computer; questi oggetti, chiamati modelli 3D vengono realizzati utilizzando particolari programmi software, chiamati modellatori 3D, o più in generale software 3D.
Questo termine viene utilizzato in ambito informatico e si distingue da altri tipi di modellazione tridimensionale, come ad esempio la scultura tradizionale.

## Storia
La storia della Computer grafica 3D è naturalmente molto recente, lo stesso termine di grafica computerizzata nasce solo nel 1960.
Una delle prime rappresentazioni tridimensionali su calcolatore è stata quella del famoso "primo uomo" o "Boeing Man" realizzata da William Fetter; un insieme di linee che descrivevano la sagoma virtuale di un pilota di aereo.
A partire dal 1959, la General Motors, in collaborazione con la IBM, sviluppa il sistema "DAC", uno dei primi sistemi CAD; attraverso una penna ottica e uno schermo sensibile, gli operatori disegnavano delle curve matematiche in uno spazio virtuale, con le quali delimitavano i profili, le sezioni e le superfici delle automobili.
Della prima metà degli anni sessanta è anche il sistema chiamato "Adage", considerata da molti la prima workstation CAD indipendente.
La nascita della modellazione 3D è dunque avvenuta in ambito industriale, primariamente come supporto alla progettazione. Da allora i campi di utilizzo della modellazione 3D e della grafica tridimensionale si sono enormemente ampliati, uscendo in buona parte dall'ambito tecnico.

## Modellazione nella pratica operativa dalla grafica 3D
La modellazione 3D può anche essere fine a sé stessa, e in questo caso il modello generato non richiede ulteriori elaborazioni, ma generalmente la modellazione rappresenta il primo passo di una serie di operazioni successive che determineranno l'elaborato finale. Questa prima fase, nella specifica area della Computer grafica 3D, non può mai mancare, e ne rappresenta il presupposto di partenza.
 
Si prenda ad esempio un caso particolare abbastanza complesso: la realizzazione di un'"immagine statica fotorealistica di un personaggio 3D".
Questa comporta i seguenti passaggi essenziali:
1. Modellazione 3D primaria[4]
2. Modellazione 3D secondaria[5]
3. Surfacing (definizione dei materiali di superficie)
4. Mappatura (definizione delle coordinate di proiezione)
5. Applicazione delle Texture
6. Inserimento dello scheletro
7. Skinning del modello
8. Definizione della postura del modello
9. Allestimento scenico[6]
10. Illuminazione della scena
11. Rendering della scena
12. Salvataggio dell'immagine in un file grafico
13. Output finale (ad es. stampa su carta)

I passaggi 6-8 non sono strettamente necessari se il modello è statico, mentre sono necessari per una animazione.
O un caso relativamente più semplice: "Corpo in alluminio di un mulinello, realizzato con macchina utensile".
- Modellazione 3D della parte in un modellatore CAD
- Assemblaggio e verifica della parte nel modello di Assieme
- Esportazione del modello 3D in un formato macchina compatibile
- Lavorazione con macchina utensile a controllo numerico dell'oggetto
- Pulitura, rifinitura
- Anodizzazione e lucidatura dell'oggetto
- Assemblaggio nel prodotto finale

Come si nota la realizzazione del modello 3D è posta sempre all'inizio della catena operativa, ed è la base delle successive operazioni.

## Campi di impiego della modellazione 3D
I sistemi di modellazione vengono impiegati in tutti i campi della Computer grafica 3D, tanto che in taluni casi modellazione 3D e grafica 3D sono sinonimi.

### Applicazioni a carattere scientifico o tecnico
- Scienze matematiche, fisiche e naturali (biologia, fisica, matematica, astronomia etc.)
- Studio del territorio (Geologia, Sismologia, meteorologia etc.)
- Scienze storiche (archeologia, paleontologia, paleoantropologia etc.)
- Scienze applicate
- Medicina (Forense, ricostruttiva, indagini diagnostiche etc.)
- Ingegneria civile
- Ingegneria industriale
- Architettura
- Disegno industriale
- Progettazione di parti meccaniche

### Applicazioni artistiche
- Industria cinematografica e televisiva
- Videogiochi e applicazioni videoludiche
- Grafica pubblicitaria
- Pubblicazioni editoriali
- Web design
- Applicazioni multimediali
- Produzione artistica

## Tipologie di modellazione
Da un punto di vista tipologico, tutta la modellazione 3D, rientra in due grandi famiglie, ognuna riguardante un ben determinato genere di modelli:
- La Modellazione organica - è la tipica modellazione utilizzata per realizzare gli esseri umani o le creature, animali o umanoidi. Viene usata per tutti i soggetti "naturali", come rocce, piante, alberi e per il territorio in generale, in questi casi i modelli sono tanto più riusciti quanto più sono ricchi di particolari. Anche molti oggetti di disegno industriale, che abbiano forme morbide e arrotondate, possono servirsi di una modellazione organica.
- La Modellazione geometrica[7] - è il tipo di modellazione meno recente, viene utilizzata per realizzare oggetti tecnici o meccanici, o comunque per qualsiasi cosa che abbia una natura artificiale, e che non rientri nella categoria precedente. Generalmente la complessità dei modelli realizzati con questo genere di modellazione è molto inferiore, se si guarda all'aspetto esteriore delle singole forme, ma non se si considerano aspetti legati alla precisione e alla corrispondenza delle parti.

Naturalmente uno stesso oggetto può contenere sia modellazione organica che geometrica,
oppure può essere formato da un insieme di parti contenenti sia modelli organici che geometrici.

## Tecniche di modellazione 3D
Si possono dividere in tre categorie principali:
1. Modellazione Procedurale (automatica e semi-automatica)
2. Modellazione Manuale
3. Da dati provenienti da modelli reali (scansione tridimensionale)

Che a loro volta possono venire suddivise in tre distinti generi di modellazione:
- Modellazione Solida - dove l'oggetto risultante è considerato come formato da un volume pieno.
- Modellazione Volumetrica - determina delle entità generanti una superficie implicita.
- Modellazione di superfici - l'oggetto in questo caso è determinato dalle sue superfici esterne.

In alcuni modellatori un oggetto è considerato formato da superfici finché queste sono aperte, mentre viene riconosciuto come solido una volta che tutte le superfici siano saldate fra di loro e formino un corpo chiuso.
Il seguente elenco esamina le diverse tecniche di Modellazione Manuale. Alcune delle tecniche descritte (come ad es. le superfici patch), essendo abbastanza datate, risultano essere superate e obsolete rispetto a tecniche più recenti e avanzate. Malgrado questo taluni Modellatori 3D, mantengono al loro interno alcuni di questi strumenti come accessori o utilità.

### Costruzioni di base (solidi e superfici)
- Primitive - Generalmente ogni pacchetto 3D che non si occupi solo di rendering, contiene al suo interno un set più o meno nutrito di primitive, ossia di oggetti predefiniti (solidi o superfici), direttamente impiegabili; di solito le primitive standard, cioè sempre presenti, sono: il piano, il Cubo/Parallelepipedo, la Sfera, il Cilindro, il Cono/Piramide,[8] il Toro, e spesso un altro oggetto più complesso (teiera, scimmia ecc. a seconda del programma utilizzato) [9].

- costruzione per estrusione - è un semplice metodo per realizzare delle forme estruse partendo da un disegno 2d di base o da un poligono piano, e assegnandogli una certa altezza e una direzione di estrusione.
- costruzione per rivoluzione - più complessa della precedente costruzione, una rivoluzione si può considerare come una estrusione attorno a un asse, si parte sempre da un profilo o da un poligono di base, e invece della profondità viene assegnato un angolo di rivoluzione.

### Superfici patch
La modellazione per patch è uno dei sistemi meno recenti utilizzati in grafica 3D, e nel corso del tempo si è molto evoluta sviluppando una serie di nuove tecniche. Nella sua forma più semplice determina delle superfici parametriche generate da quattro o più curve adiacenti che formino un perimetro chiuso.
- Superficie di Coons - determina una patch interpolata tra solo quattro curve di bordo, aventi i vertici in comune, il primo algoritmo di questa classe di superfici fu sviluppata da Steven A. Coons nel 1967.[10]
- Patch di Bézier - è una superficie parametrica controllabile localmente mediante una griglia di punti di controllo, congiungendo assieme più patch di Bézier si ottengono superfici più complesse chiamate superfici spline[11], in questo caso i punti di controllo si trovano all'intersezione tra le varie patch.

### Modellazione Spline (superfici)
La modellazione spline utilizza la tecnica del patching, precedentemente descritta, e le curve spline. Fondamentalmente un modello realizzato mediante questo sistema è formato da una gabbia di curve spline, intersecanti e collegate tra loro. Gli spazi compresi fra tre o quattro curve spline unite nei loro punti di controllo, vengono poi riempiti da patch. Tale sistema si presta soprattutto a realizzare modelli organici.

Modellazione per spline patching

### Costruzioni Avanzate (solidi e superfici)
Le costruzioni avanzate utilizzano lo stesso concetto alla base dell'estrusione e della rivoluzione semplice, ma vi aggiungono dei controlli molto più sofisticati.
- Sweep Estrusione lungo un percorso. Viene sempre usato un profilo o un poligono di base, come nell'estrusione semplice, a cui viene associato un percorso che può essere una curva o delle linee spezzate.
- Loft La forma dell'oggetto è data dalla superficie di unione di una serie di profili disposti lungo un determinato percorso, con possibilità di controllo della superficie attraverso curve guida, in cui i profili costituiscono delle sezioni dell'oggetto risultante.
- Rivoluzione su binario Sistema ibrido tra una rivoluzione e una sweep, si parte sempre da un profilo e da un asse di rivoluzione, ma vi si aggiunge anche un percorso di base (chiamato anche binario[13]), che il profilo dovrà seguire durante la rivoluzione.

Questo genere di costruzioni, nel corso degli anni sono state dotate in realtà di molti tipi di controllo, si sono aggiunte linee guida supplementari, controlli del tipo di torsione, definizioni di tangenze etc.

Questi sistemi di modellazione, per il loro alto grado di precisione, vengono impiegati per lo più per definire oggetti tecnici o di design industriale.

### Modellazione poligonale
Si tratta di tecniche basilari nell'ambito della grafica 3D.
 
La modellazione poligonale opera su superfici organizzate in maglie più o meno dettagliate di facce poligonali. Queste superfici possono solo approssimare l'oggetto finale se siamo in presenza di un basso livello di poligoni (in questo caso l'oggetto viene detto Low Poly). In altri casi un modello poligonale - a modellazione ultimata - può essere formato anche da un numero molto elevato di facce.

I seguenti sistemi procedono dai più elementari ai più evoluti:
- Per spostamento di elementi - un modello poligonale è formato da 3 elementi essenziali: facce, lati e vertici; lo spostamento arbitrario di un singolo elemento o di gruppi di essi, determina una modifica della mesh di partenza. La selezione di un componente della mesh e il suo spostamento (trascinamento, rotazione, ridimensionamento etc.), nello spazio è la tecnica più elementare di modellazione poligonale.
- Da primitive di base - Uno dei sistemi più semplici e diretti per iniziare a modellare un oggetto poligonale, è quello di partire da una primitiva poligonale di base, e iniziare a modificarla spostando, ruotando, scalando i suoi componenti, fino a ottenere la forma voluta. Questa tecnica è molto semplice, ma consente in genere di ottenere modelli poco complessi, vincolati cioè alla complessità (anche in termini di densità poligonale della mesh) della primitiva di partenza.Realizzazione di una casa a basso dettaglio partendo da un parallelepipedo

Realizzazione di una casa a basso dettaglio partendo da un parallelepipedo

- Metodo della mesh piana - oltre a modificare i poligoni di mesh esistenti (ad es. delle primitive), esiste la possibilità di creare singolarmente ogni poligono dell'oggetto e di costruire i poligoni nella posizione più comoda per realizzare il modello finale. Uno dei sistemi di disegno diretto dei poligoni viene detto Metodo della mesh piana.[15][16] Si tratta in sostanza di creare una griglia di poligoni posizionati in piano e aventi la struttura il profilo e la conformazione generale dell'oggetto finale. Posizionati i poligoni sul piano, si passa a determinarne la tridimensionalità: o spostando i punti della griglia lungo la profondità del modello, o attraverso dei sistemi di estrusione.Piranha a basso dettaglio ottenuto da una mesh piana tassellata

Piranha a basso dettaglio ottenuto da una mesh piana tassellata

- Metodo a tela di ragno - Si tratta di una variante della precedente tecnica. In questo caso non si costruiscono e posizionano tutti i poligoni di base del modello, ma si parte da una sua zona (centrale), e si iniziano a creare e modellare i singoli poligoni con un sistema appunto a "tela di ragno",[17] cioè dall'interno e procedendo man mano verso le zone esterne del modello. È un sistema complesso e dispendioso in termini di tempo, utilizzato soprattutto per il suo alto grado di precisione.modellazione di un volto partendo dalla posizione degli occhi

modellazione di un volto partendo dalla posizione degli occhi

- Per Rifinitura Progressiva - è il sistema più evoluto, può considerarsi uno dei paradigmi della Modellazione 3D. Adottando un qualsiasi metodo analizzato precedentemente si inizia a definire la forma in una maniera molto schematica, perlopiù approssimandone la morfologia e facendo attenzione a tenere estremamente basso il numero iniziale di poligoni. Dovendo gestire pochi poligoni è possibile modificare molto agevolmente le proporzioni e il volume generale della forma. Solo quando si è soddisfatti dell'aspetto grezzo del modello si può iniziare - adottando gli specifici strumenti di ogni pacchetto software - a definire maggiormente la forma. È importante che a ogni passaggio di rifinitura si passi a definire prima i volumi maggiori del modello, per andare poi a definire le zone sempre più piccole, la definizione e il numero di dettagli apportabili è a discrezione del grafico 3D. Il principio fondamentale da tenere a mente è che: tanto minore è il numero di poligoni presenti nel modello, tanto maggiore è la possibilità di modificarne la morfologia generale - tanto maggiore è il numero di poligoni tanto meno si potrà modificare la forma già impostata in precedenza. In pratica ogni passaggio è irreversibile, tanto più si definiscono i particolari dell'oggetto, tanto meno si potrà modificare (o correggere) il suo aspetto generale.[18] A questo problema si può porre rimedio salvando il modello in maniera progressiva, in modo da avere a disposizione tutti i passaggi intermedi di modellazione, in caso di errore si può ripartire dal modello precedente a minore dettaglio, se il software utilizzato fa uso dei livelli, è possibile conservare le varie versioni in livelli separati.
- Per Displacement map - vedi la sezione relativa
- Per Scultura 3D - vedi la sezione relativa

### Modellazione solida
La modellazione solida, o CSG, è un tipo di modellazione geometrica, utilizzata soprattutto in ambito tecnico e CAD, Storicamente si inizia a parlare di modellazione solida solo alla fine degli anni '60, mentre il primo modellatore solido commerciale (chiamato Romulus), risale al 1981, seguito poi da Granite di PTC con il rilascio di Pro/ENGINEER nel 1987, che introdusse il concetto di 3D parametrico, e Parasolid, della Unigraphics, nel 1988.

La modellazione solida utilizza i seguenti strumenti di base:
- Primitive di base - sono le medesime primitive analizzate in precedenza.
- Costruzioni per estrusione e rivoluzione, semplici e avanzate - anche in questo caso i modelli solidi utilizzano le stesse tecniche descritte in precedenza.
- operazioni booleane - derivante dall'Algebra di Boole, questa tecnica è invece esclusiva della modellazione solida. Consente di ottenere delle forme complesse partendo dalle primitive solide, componendole tra loro attraverso tre operazioni: Unione, Sottrazione e Intersezione.
- Smussi e raccordi - sono funzioni automatiche che intervengono lungo i bordi dei solidi, consentendo di raccordarli mediante un certo raggio, o smussarli di un determinato angolo.

### Metaball

forma oggettuale modellata tramite metaball sferiche

Le metaball (o "blob"), sono un particolare tipo di primitive utilizzate per realizzare modelli organici, di design o simulazioni di liquidi. Sono delle entità di tipo volumetrico come i voxel, hanno un nucleo centrale che viene visualizzato come superficie implicita e un campo di forza o di "influenza" esterno. Quando due metaball vengono accostate reagiscono fra di loro attraverso il campo di forza esterno che le attrae (se è positivo) e ne determina la fusione, o le respinge (se è negativo), e provoca una sottrazione di volume.

Realizzato il modello sotto forma di superficie implicita, è possibile in genere convertirlo in una mesh poligonale vera e propria, invocando parametri come la densità finale della mesh. 
Sono state sviluppate diverse forme di metaball:
- Metaball sferiche - sono le metaball nella loro forma nativa, essendo vincolate a tale geometria, presentano lo svantaggio, nel caso si debbano realizzare modelli organici complessi, dell'alto numero di entità da dover posizionare, soprattutto in presenza di forme allungate e flessuose.
- Metaball con altra geometria - pur sfruttando i medesimi principi delle metaball sferiche, queste entità possono assumere la forma di altri tipi di primitiva, e hanno il vantaggio di consentire di approssimare la forma finale facendo uso di molte meno entità.
- Metamuscoli - queste entità geometriche rappresentano una delle maggiori evoluzioni delle metaball. Furono introdotte per la prima volta nel 1997 dalla REM Infogràfica sotto forma di plug-in per 3DS Max, denominata MetaReyes in revisione 3.1.[22] I metamuscoli sono delle metaball deformabili su percorsi spline; modificando i punti di controllo delle spline e i parametri delle metaball si ottengono delle forme allungate approssimanti un muscolo, l'interazione di vari metamuscoli, secondo le modalità tipiche delle metaball, genera la forma finale. Il pregio e il limite di tali primitive è la loro specializzazione nel definire forme quasi esclusivamente anatomiche.

### Superfici NURBS

Modellazione di un gancio tramite superfici NURBS

La tecnologia NURBS fu introdotta dalla Boeing nel 1975, acronimo di non-uniform rational B spline (B-Spline razionali non uniformi), viene utilizzata in grafica 3D per realizzare una vasta tipologia di modelli; è particolarmente adatta a rappresentare superfici organiche, ad esempio di creature e personaggi, e oggetti di design che richiedano superfici complesse e precise come le automobili. Le superfici NURBS sono superfici matematiche perfettamente smussate, non caratterizzate dalla tipica sfaccettatura delle superfici poligonali, sono facilmente modificabili e controllabili attraverso pochi punti di controllo, chiamati CV (Control Vertices).

Una superficie NURBS può essere generata o dalle stesse curve NURBS, attraverso operazioni di estrusione, rivoluzione, lofting, patching e altre, oppure da primitive di tipo NURBS come sfere, cilindri, tori ecc. Le successive modifiche di un modello NURBS, dipendono molto dagli strumenti messi a disposizione dal Software 3D, ma in genere si passa a editare i punti della superficie, o i vertici CV, dove è necessario si possono aggiungere o rimuovere curve nelle direzioni U e V, come si possono aggiungere e rimuovere i vertici di controllo nelle curve.

### Modellazione solida parametrica
Una variazione della modellazione solida classica che ha dato grande impulso allo sviluppo di applicazioni CAD è stata l'introduzione del concetto di solido parametrico basato su features, che si differenzia dal concetto di modellazione solida tradizionale in quanto il solido viene creato sulla base di operazioni comparabili a quelle da effettuare per realizzare un pezzo reale. 
Nella modellazione parametrica, inoltre, i solidi sono governati e messi tra loro in relazione da parametri di tipo fisico, matematico o geometrico.
L'introduzione di questo sistema di concetti relativo alla modellazione 3D è solitamente attribuito agli sviluppi del Dott. Samuel P. Geisberg che portò alla pubblicazione del sistema Pro/ENGINEER nel 1987.
La modellazione solida parametrica, nell'ambito della progettazione CAD ha colmato alcune mancanze della modellazione solida semplice. Essa consente di generare i solidi mediante l'immissione di parametri numerici, ad es. l'altezza, la lunghezza, la profondità, i raggi e le misure angolari, e di intervenire su questi parametri anche dopo aver realizzato il modello, per modificarne e aggiornare la geometria senza doverlo ricostruire. In aggiunta alla modellazione tramite parametri venne introdotto anche il concetto di "feature" e di albero di costruzione: in pratica tutte le lavorazioni applicate sul modello solido vengono registrate (come feature), in una specie di albero cronologico che funziona secondo uno schema di dipendenza padre-figlio; è possibile in ogni momento della modellazione tornare indietro nell'albero di costruzione, selezionare una feature, editare e modificare i suoi parametri, e aggiornare tutto il modello con i nuovi parametri. La modellazione solida parametrica viene oggi detta "ibrida", in quanto molti modellatori CAD hanno aggiunto delle funzioni avanzate di modellazione ibrida solida e di superficie, per potere realizzare modelli più complessi.

Modellazione solida parametrica CAD di un componente meccanico, con albero delle feature.

Di seguito viene schematizzata una sequenza tipo di modellazione solida parametrica; si tratta di uno schema molto semplice, adottabile soprattutto per componenti meccaniche o che comunque non richiedano interventi complessi: 
1. Selezione di un Piano di partenza (un piano di default o creato appositamente)
2. Disegno 2D sul piano (schizzo iniziale)
3. Lavorazione o Feature di base (ad es. Estrusione dello schizzo)
4. Lavorazioni secondarie (Tagli/estrusioni in modo analogo alla lavorazione di base)
5. Lavorazioni di rifinitura (Smussi, Raccordi, filettature etc.)

Bisogna ricordare che ogni parametro numerico riguardante gli schizzi di partenza e le feature di lavorazione è editabile e modificale in qualsiasi momento della modellazione, così come sono modificabili tutte le opzioni delle feature. Il sistema di lavorazione non procede in un unico senso (come nella Modellazione poligonale a Rifinitura Progressiva) ma è reversibile e modificabile all'infinito.

### Superfici di Suddivisione (Subdivision Surface)
Le Superfici di suddivisione della B-spline di Catmull Clark furono Sviluppate da E. Catmull e J. Clark nel 1978. Furono utilizzate per la prima volta nell'ambito della Computer grafica 3D dalla Pixar nel film di animazione Geri's Game, del 1989.

Sono uno strumento di modellazione molto versatile, adatto soprattutto a realizzare modelli organici in maniera semplice e dettagliata. Coniugano assieme le migliori caratteristiche della modellazione poligonale e della modellazione NURBS; come le superfici NURBS sono perfettamente smussate e prive di sfaccettature, ma possono avere come base forme dalla topologia irregolare, tipiche dei modelli poligonali.
 
Uno dei migliori sistemi per iniziare la modellazione con le superfici di suddivisione è proprio quello di convertire un modello poligonale, l'unico requisito importante è che la mesh da convertire sia il più semplice possibile, formata cioè da un basso numero di poligoni, questo perché non servono molti poligoni per realizzare delle superfici di suddivisione perfette. Il passaggio da una superficie poligonale a una superficie di suddivisione è automatico, e questo vale anche per il processo inverso.

Fondamentalmente le superfici di suddivisione utilizzano le stesse tecniche di modellazione impiegate per le mesh poligonali, con qualche distinguo e con molte più possibilità, come ad esempio poter assegnare un maggiore o minore "peso" a ciascun punto della superficie.

### Superfici implicite (Voxel)
Generalmente, più che rappresentare una tecnica di modellazione, i Voxel vengono usati come dei sistemi per visualizzare geometrie o fenomeni particolari. I voxel generano un volume attorno a un punto geometrico (cioè definito e posizionato nello spazio), tale punto viene visualizzato e renderizzato tramite la superficie implicita del voxel.

La visualizzazione volumetrica tramite voxel viene impiegata ampiamente in ambito medico, utilizzando i dati tridimensionali provenienti dalle Tomografie computerizzate (TC), e dalle risonanze magnetiche (RM), I modelli generati in tale modo rientrano nella categoria della modellazione da "scansione tridimensionale", descritta più avanti.

I voxel vengono anche utilizzati nell'ambito della animazione tridimensionale per alcuni tipi di simulazione complessa, come quella degli effetti gassosi, atmosferici e per le esplosioni, similmente possono venire impiegati per realizzare i materiali liquidi e fluidi, come acqua, lava, ecc. mediante motori di generazione particellare, in questo caso il loro l'utilizzo rientra nell'ambito della "modellazione procedurale".

Per quanto concerne la modellazione manuale vera e propria, le superfici implicite possono utilizzare la struttura di geometrie esistenti. Sfruttando la caratteristica dei voxel di creare entità volumetriche attorno a dei punti geometrici, si possono costruire forme particolari, sia materiche che "immateriali" utilizzando uno dei sistemi di modellazione qui esaminati (ad es. la modellazione poligonale), e man mano verificare la forma volumetrica che si sta generando.

I modelli ottenibili possono anche essere simili a quelli realizzati tramite le metaball (che pure sono entità volumetriche), ma generalmente si sfruttano le capacità tipiche dei voxel di generare superfici molto complesse, difficilmente ottenibili in altro modo. Da quanto detto si comprende che l'ambito di utilizzo delle superfici implicite comprende quasi esclusivamente forme e strutture di tipo organico, naturale o immaginario, ma non di tipo geometrico.

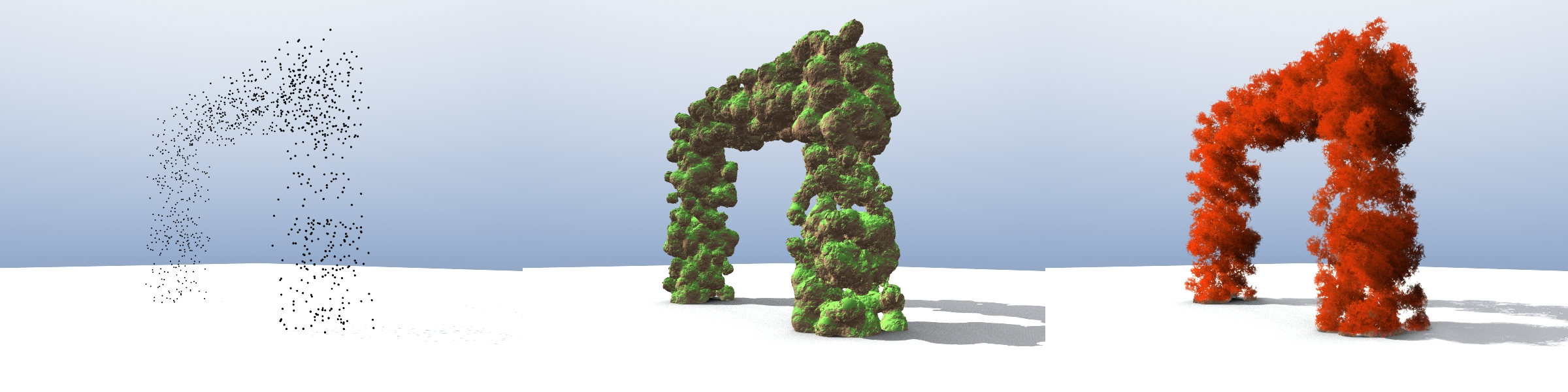
Modellazione 3D tramite voxel partendo da un insieme di punti

### Mappe di Spostamento
Il displacement mapping è una tecnica di modellazione che non utilizza gli strumenti standard di modifica, ma si basa sull'elaborazione di immagini in scala di grigio.

Utilizza l’applicazione di una immagine sul modello secondo il principio della mappatura di immagini, come per l’applicazione di materiali/texture o il "bump mapping" (rugosità), con la differenza che il displacement interviene sulla geometria del modello, modificandola. Agendo nella direzione "normale" della superficie, la mappa di spostamento provoca uno spostamento in senso positivo dei punti del modello corrispondenti alle zone chiare dell'immagine, e in senso negativo di quelli corrispondenti alle zone scure. Può essere considerato come uno strumento di deformazione della mesh attraverso immagini, viene utilizzato sia su modelli organici che geometrici.

Si possono distinguere due generi di displacement:
- Displacement Geometrico - agendo direttamente sui punti della mesh poligonale, questo tipo di displacement necessita di un alto livello di tasselizzazione della mesh per produrre risultati buoni, ha quindi lo svantaggio di produrre modelli molto pesanti e difficilmente gestibili.
- Displacement per Micropoligoni (Microdisplacement) - il displacement per Micropoligoni genera in automatico un grande numero di piccole facce triangolari (anche molti milioni), ed è in grado di realizzare modelli molto dettagliati. La particolarità e il grande vantaggio di questo sistema risiede nel fatto che la tassellizzazione del modello avviene solo in fase di rendering o pre-visualizzazione (è cioè temporanea), mentre non va a interessare la geometria di base che può mantenersi così molto semplice. Per estremo, utilizzando un solo poligono piano e un'immagine mappata, si può ottenere in fase di rendering un modello perfettamente definito (ad es. un terreno frastagliato o un bassorilievo scultoreo).Displacement per micropoligoni, ottenuto da un unico poligono quadrangolare

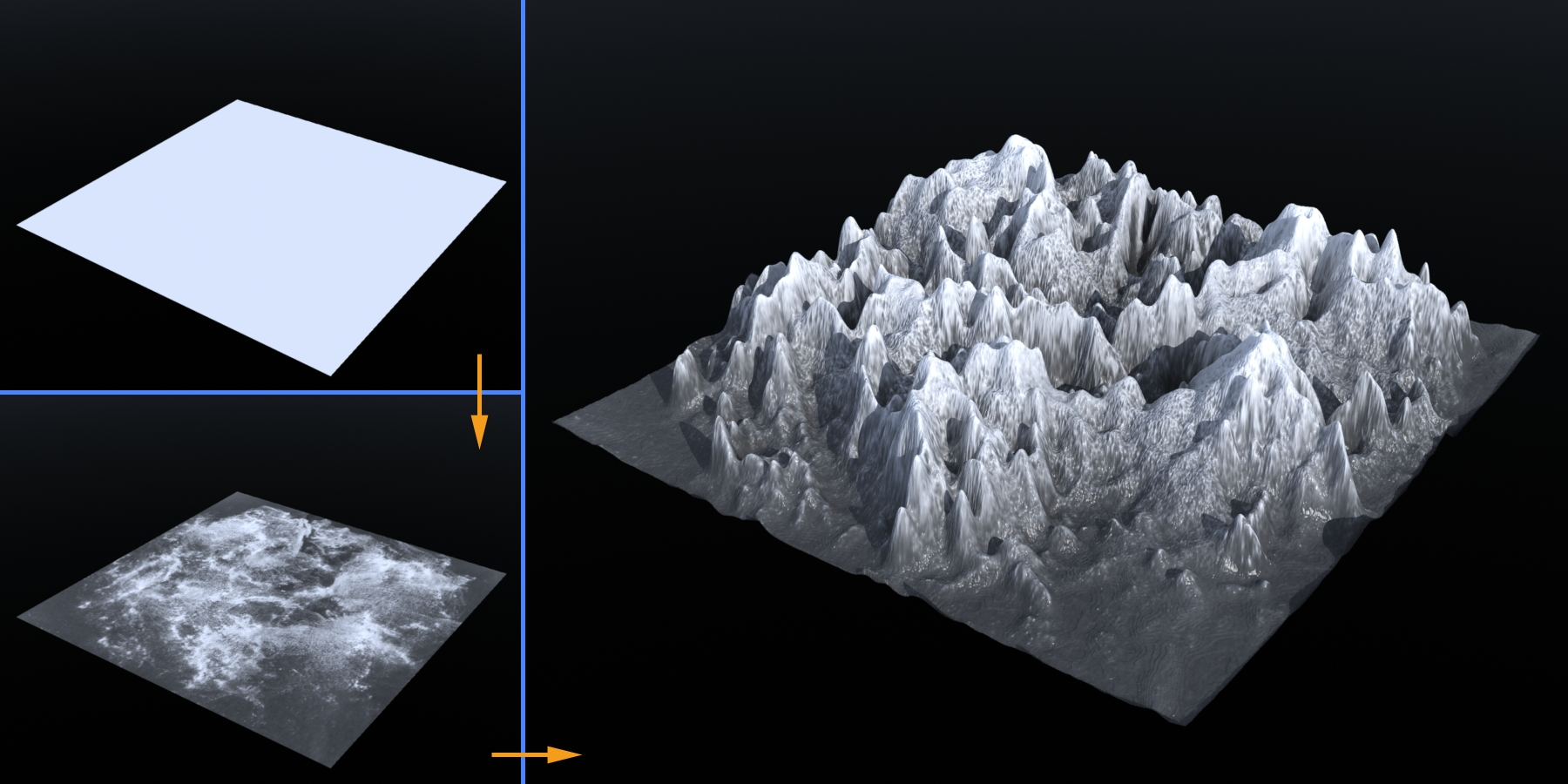
Displacement per micropoligoni, ottenuto da un unico poligono quadrangolare

### Scultura 3D
Per indicare questa tecnica si usa anche il termine "displacement painting", in quanto deriva dalla comunione di tecniche di displacement map e di tecniche di painting 3D.

È un sistema molto affine a tecniche di scultura tradizionale, opera utilizzando dei pennelli virtuali, variabili in dimensione e funzioni, che, passati sulla superficie del modello vanno a modificarne la geometria in tempo reale, provocando protrusioni, avvallamenti, scalfitture e incisioni, come se si stesse lavorando su un pezzo di argilla.

I precursori di questa tecnica furono i programmi di painting diretto su mesh, che però non lavoravano sul canale del displacement. Il primo esempio di questo tipo di scultura fu il modulo "artisan", impiegato da Maya, ma il capostipite vero e proprio dei modellatori basati su questa tecnologia è senza dubbio ZBrush di pixologic, seguito da una serie di altri pacchetti commerciali.

La scultura diretta della mesh viene utilizzata soprattutto per la rifinitura e il dettaglio in alta definizione di modelli semplici realizzati con altri metodi, ma può essere usata anche per definire da zero un modello partendo da primitive semplici come parallelepipedi o sfere. È usata in larga misura nella modellazione organica, in particolare nella modellazione e definizioni di personaggi.

Data l'estrema complessità dei modelli ottenuti con questa tecnica (che possono essere formati da molti milioni di poligoni), si rende quasi sempre necessario trasferire i dati tridimensionali della mesh in mappe di displacement o in normal map, utilizzabili in modelli molto più leggeri.

### Tecniche di Rotoscoping
Non si tratta di una tecnica di modellazione 3D in senso stretto, il rotoscoping (o ricalco), è piuttosto una tecnica di supporto alla modellazione. In molti casi può essere di aiuto iniziare la modellazione di un qualsiasi oggetto utilizzando come riferimento delle immagini di sfondo. Queste vengono posizionate e scalate nelle finestre standard di lavorazione del programma 3D, oppure, se si preferisce, possono essere mappate su dei piani paralleli alle viste di lavoro. Per taluni soggetti è sufficiente utilizzare una sola immagine di riferimento, per altri, più complessi, possono servire due o tre immagini, posizionate nelle viste: Frontale, Laterale, Superiore (o inferiore).

La tecnica del rotoscoping è utilizzabile per ogni tipologia di oggetti, da quelli realizzati in modellazione organica, agli oggetti tecnici realizzati in ambiente CAD.
|  |  |

Un discorso a parte meritano le successive due voci, in quanto adottano tecnologie e procedure particolari, che le pongono al di fuori della modellazione manuale semplice:

### La modellazione procedurale
La modellazione procedurale è una modellazione assistita da strumenti software che generano in maniera automatica o semi-automatica la geometria voluta. La qualità dei modelli prodotti è in questo caso delegata alle maggiori o minori capacità del software impiegato.

vi sono varie categorie di software procedurali per quanto concerne la creazione di forme tridimensionali, si possono distinguere i seguenti simulatori e generatori:
- Simulatori fluidodinamici
- Simulatori di tessuti e soft-body
- Generatori di vegetazione
- Generatori di capelli e peluria
- Generatori di modelli 3D (volti, creature, oggetti geometrici etc.)
- Generatori frattali (terreni, forme astratte etc.)

Questi programmi generano forme tridimensionali sotto forma di mesh, volumi o superfici, impiegabili nei normali software 3D per le applicazioni necessarie.

Generalmente sono due i metodi di modellazione usati: o esclusivamente attraverso l'impostazione dei parametri messi a disposizione dal software e l'immissione di dati numerici, dopodiché la generazione procede in maniera automatica - o attraverso dei sistemi di modellazione guidata, che consentono un controllo maggiore di quanto si sta realizzando: in questo caso il software segue delle geometrie di guida (curve, mesh etc.), o viene limitato da vincoli esterni. I casi da analizzare sarebbero molti e specifici per ogni tipologia di modellazione procedurale.
|  |  |

### La scansione tridimensionale
Realizzare modelli 3D acquisendoli da oggetti reali rientra in un tipo di modellazione utilizzato in svariati settori; dall'architettura all'industria cinematografica, dalla conservazione dei beni artistici alla medicina, etc.

Esiste una vasta gamma di strumenti e procedure per ottenere della repliche virtuali di oggetti fisici:
- Per Fotogrammetria - è un sistema abbastanza semplice e economico,[36] che permette di acquisire forme a basso dettaglio. Si utilizzano delle fotografie del soggetto prese da varie angolature (a volte con dei marcatori[37] applicati), il software si occupa poi di ricostruire la versione tridimensionale. La precisione non è assoluta, e i modelli approssimano in maniera semplice la forma di partenza.
- Per Sonda 3D a contatto (Tastatore) - si basa sull'uso di un braccio meccanico snodato che va a "tastare" il modello negli incroci di una griglia[36] segnata sulla sua superficie, mentre il software riproduce i punti nello spazio tridimensionale, è un sistema adatto a replicare oggetti non troppo grandi e realizzati in materiali rigidi (ad es. piccole e medie sculture).
- Per scansione Laser

è un sistema versatile che comprende molti tipi di strumenti, a seconda delle dimensioni degli oggetti da scansionare, della risoluzione ecc., si va da strumenti manuali, piccoli e portatili, a apparecchiature da studio, fisse o mobili, fino a attrezzature da utilizzarsi in spazi aperti per rilevare territori o architetture.

I sistemi laser, per ogni inquadratura dell'oggetto, producono delle superfici formate da nuvole di punti, varie inquadrature forniranno una serie di nuvole di punti che andranno a comporre il modello 3D, il dettaglio ottenibile con questi sistemi può essere anche molto elevato. Le tipologie di oggetti scansionabili è molto vasta; essendo una tecnica non a contatto e non invasiva, si possono rilevare oggetti morbidi e flessibili come ad es. i corpi umani.
- Per Proiezione di Pattern Luminosi - produce una serie di nuvole di punti che verranno trattate in maniera similare alla scansione laser. In questa tecnica sul modello viene proiettata una luce bianca, sotto forma generalmente di strisce, che viene poi catturata da dei sensori di luce[40] (ad es. delle macchine fotografiche digitali). Rispetto alla scansione laser è un sistema molto più veloce, ma ha lo svantaggio di non poter scansionare oggetti molto grandi.
- Scansioni TAC o RMN

Questi sistemi di indagine diagnostica consentono, in una maniera non invasiva, di rilevare le strutture anatomiche interne di un corpo umano o animale, non ottenibili con altri sistemi.

## Principi di corretta modellazione
Per comprendere quale debba essere il giusto utilizzo dei vari sistemi di modellazione bisognerebbe introdurre il concetto di Modello 3D corretto e Modello 3D scorretto. Si deve cioè spostare l'attenzione dall'aspetto tecnico della modellazione a un'analisi attenta del modello da realizzare. 

Il processo di modellazione deriva primariamente dalla tipologia del modello da realizzare. La tipologia del modello comporterà una prima scelta tra tecniche di modellazione organica e tecniche di modellazione geometrica (non avrebbe senso approcciare la modellazione di un componente meccanico con delle tecniche organiche; come sarebbe un nonsenso voler realizzare una mano umana con un sistema CAD), questo perché ogni tipologia di oggetto è associabile in maniera naturale a determinate tecniche e non a altre.

Ciò che condizionerà la scelta specifica del sistema di modellazione, saranno invece le caratteristiche richieste al modello dalla sua destinazione d'uso. Un modello 3D molto bello da vedersi non è necessariamente eseguito correttamente: perché potrebbe essere inadatto all'utilizzo cui è destinato (ad es. il modello 3D di un'automobile da usarsi in un videogame, sarà necessariamente diverso dal modello CAD della stessa automobile da utilizzarsi per la produzione di serie). 
Si adotterà una tecnica di modellazione corretta se sarà adeguata primariamente alla tipologia del modello e secondariamente al suo utilizzo finale.
| Modello 3D da realizzare: (Volto Umano)                                  | Modello 3D da realizzare: (Volto Umano)                                         | Modello 3D da realizzare: (Volto Umano)                                             |
| ------------------------------------------------------------------------ | ------------------------------------------------------------------------------- | ----------------------------------------------------------------------------------- |
| ▼                                                                        |                                                                                 |                                                                                     |
| Tipologia di Modellazione: (Modellazione Organica)                       |                                                                                 |                                                                                     |
| ▼                                                                        |                                                                                 |                                                                                     |
| Utilizzo del Modello:                                                    |                                                                                 |                                                                                     |
| Videogame Realtime                                                       | Animazione facciale Lipsinc                                                     | stampa in Stereolitografia                                                          |
| SISTEMA DI MODELLAZIONE "A" Modellazione poligonale Low Poly             | SISTEMA DI MODELLAZIONE "B" Modellazione poligonale + Superfici di Suddivisione | SISTEMA DI MODELLAZIONE "C" Modellazione poligonale + Scultura 3D + Conversione STL |
| ▼                                                                        | ▼                                                                               | ▼                                                                                   |
| CARATTERISTICHE DEL MODELLO numero minimo di poligoni mesh molto leggera | CARATTERISTICHE DEL MODELLO superficie ottimizzata per l'animazione             | CARATTERISTICHE DEL MODELLO altissimo numero di poligoni mesh molto pesante         |

### Libri e Manuali
- Andreucci Giacomo, SketchUp. Modellazione 3D e geomodellazione, Edizioni FAG, Milano, 2012, pp. 512
- CAD Tutor 3D. Corso interattivo di Autocad 3D. Di Claudio Gasparini, 2005, Gasparini Editore, ISBN 88-89740-00-0
- LightWave 3D Guida completa, Dan Ablan, 1998 - APOGEO ISBN 88-7303-399-7
- Rogers, David; Earnshaw, Rae (31.10.2001). Computer Graphics Techniques: Theory and Practice. Springer, 399. ISBN 0-387-97237-4
- Karen E. Goulekas - Visual Effects in a Digital World - 2001, Morgan Kaufmann, ISBN 0-12-293785-6
- Michael Todd Peterson - 3D Studio MAX 2 Guida completa, 1998 APOGEO ISBN 88-7303-400-4
- John Kundert-Gibbs, Peter Lee - Maya 5 Guida completa - Apogeo Editore ISBN 88-503-2219-4
- LightWave [6] Guida completa, Dan Ablan, 2000 - APOGEO ISBN 88-7303-583-3
- Mental ray per Autodesk 3ds Max, Max Design e VIZ, Guida completa - 2008 - AM4 EDUCATIONAL ISBN 978-88-901879-1-9

### Riviste
- Computer Grafica tecniche & applicazioni, Fascicoli N° 6, 11, 14, 15, 18, 21, 42, 46, 52, 56, Imago Edizioni.
- 3D professional, Numeri 1 e 2, Imago Edizioni.
- CG computer Gazette, Numero 12 Anno XIV, dicembre 1999, IHT Gruppo Editoriale.